# Leroy Kemp
Leroy (Lee) Percy Kemp (ur. 24 grudnia 1956 jako Darnell Freeman) – amerykański zapaśnik walczący w stylu wolnym. Był członkiem kadry na igrzyska w Moskwie 1980, na które nie pojechał z powodu bojkotu.
Złoty medalista mistrzostw świata w 1978, 1979 i 1982, a także trzeci w 1981. Triumfator igrzysk panamerykańskich w 1979. Pierwszy w Pucharze Świata w 1979, 1980, 1981 i 1982; czwarty w 1984 roku.
Afroamerykanin.
Zawodnik University of Wisconsin-Madison.